# Pro Musica Antiqua (Polska)
Pro Musica Antiqua – zespół kameralny założony przez prof. Leszka Szarzyńskiego we wrześniu 1992 roku w Olsztynie. Kierownikiem artystycznym i menadżerem jest prof. Leszek Szarzyński, który skupił wokół siebie wybitnych artystów: solistów orkiestr symfonicznych i profesorów akademii muzycznych.
W skład zespołu wchodzą:
- prof. Leszek Szarzyński (flet) – profesor Katedry Muzyki UWM w Olsztynie,
- Jerzy Szafrański (obój) – pierwszy oboista Filharmonii Narodowej w Warszawie,
- prof. Wojciech Orawiec (fagot) – pierwszy fagocista Filharmonii Bałtyckiej i profesor Akademii Muzycznej w Gdańsku,
- Małgorzata Skotnicka (klawesyn) – adiunkt Akademii Muzycznej w Gdańsku.

Pro Musica Antiqua dysponuje bogatym repertuarem obejmującym muzykę różnych epok. Najchętniej propaguje dzieła mistrzów baroku i wczesnego klasycyzmu. Ważne miejsce w repertuarze zajmują utwory napisane specjalnie dla zespołu przez m.in.: Marcina Błażewicza, Mariana Sawę, Marka Sewena, Bernarda Chmielarza, Marka Czerniewicza, Tadeusza Kassaka.
Muzycy z zespołu dokonali wielu nagrań solowych i zespołowych dla Polskiego Radia i Telewizji.
Zespół "Pro Musica Antiqua" od początku swego istnienia działał pod patronatem Muzeum Warmii i Mazur w Olsztynie, występował z cyklem "Koncertów letnich" w najbardziej znanych i turystycznie atrakcyjnych miejscowościach Warmii i Mazur. Od 1996 r. zespół występuje w ramach comiesięcznych koncertów kameralnych "Cavata na olsztyńskim zamku".
Koncerty w zabytkowych budynkach regionu zrodziły pomysł nagrań czterech płyt CD, dedykowanych miastom regionu, w ramach projektu "Muzyka europejska w zabytkach Warmii i Mazur". Płyty wydane były przez firmę DUX w latach 1995-2000 i zawierają sonaty barokowe kompozytorów niemieckich, włoskich, francuskich i angielskich oraz muzykę polską dawną i współczesną. W 2005 roku ukazała się kolejna płyta zatytułowana "Muzyka europejska w przyrodzie Warmii i Mazur", za którą w roku 2006 został wyróżniony nagrodą Ministra Kultury m.in. "za promocję regionu warmińsko-mazurskiego". Zespół został uhonorowany m.in. nagrodą "Atut 94" i "Złota Płytą" przyznaną przez firmę fonograficzną DUX.
Zespół prowadzi aktywną działalność koncertową także za granicą (Austria, Niemcy, Węgry, Litwa, Szwecja, Francja).